# شاهزاده ناگاهیسا کیتاشیراکاوا
شاهزاده ناگاهیسا کیتاشیراکاوا (انگلیسی: Prince Nagahisa Kitashirakawa; ۱۹ فوریهٔ ۱۹۱۰ – ۴ سپتامبر ۱۹۴۰) سیاستمدار اهل امپراتوری ژاپن و نوه امپراتور میجی بود.